# Abdullah Otayf
Abdullah bin Ibrahim bin Yahya Otayf (en arabe : عبد الله بن إبراهيم بن يحيى عطيف), né le 3 août 1992, est un footballeur international saoudien, évoluant au poste de milieu de terrain à Al-Ahli FC.

## Biographie

### En club
Otayf intègre l'équipe professionnelle de l'Al-Shabab en 2011. Après une saison sans jouer, il quitte son pays natal pour la troisième division portugaise, signant avec le Louletano DC. Abdullah Otayf ne reste qu'une seule saison avant de revenir en Arabie saoudite, à l'Al-Hilal.

### En équipe nationale
Il est sélectionné pour disputer la Coupe du monde des moins de 20 ans 2011, où les Saoudiens sont éliminés en huitièmes de finale.
Le 9 décembre 2012, il fait ses débuts en équipe d'Arabie saoudite face à l'Iran. Otayf inscrit son premier but, trois jours plus tard, contre le Yémen et célèbre son but avec un t-shirt à l'effigie de Sergio Busquets, en dessous de son maillot.
Le 11 novembre 2022, il est sélectionné par Hervé Renard pour participer à la Coupe du monde 2022.

## Palmarès

### En club
- Al-Hilal (1) 
  - Championnat d'Arabie saoudite (1)
    - Vainqueur : 2017.
- Al-Ahli FC (1) 
  - Ligue des champions de l’AFC (1)
    - Vainqueur : 2025.